# مايكل رانك
تخرج مايكل رانك عام 1972 من داوننج كوليدج، كامبريدج، جامعة كامبريدج بتخصص في الدراسات الصينية. وقام باستكمال دراسته في جامعة بكين وجامعة فودان في شنغهاي من 1974 إلى 1976. ولقد عمل كصحفي في الصين في أوائل ثمانينيات القرن العشرين وزار التبت في عام 1983.
وأثناء إقامته في لندن، عمل كمراسل لرويترز في بكين. وزار مدينة راجين في كوريا الشمالية في 2010.
ولقد نشرت له مقالات في «الغارديان» و«آشيا تايمز أونلاين» و«بي بي سي وايلد لايف» و«نورث كوريا إيكونومي ووتش».
وهو الآن يعمل كمترجم من الصينية إلى الإنجليزية وصحفي حر. ويقوم حاليًا بترجمة رواية لناشر صيني. ولقد دفعه اهتمامه بالطيور إلى دراسة السيرة الذاتية لفرانك لودلو وتاريخ المدرسة البريطانية في جيانسا. ولقد نشرت إحدى مقالته حول هذا الموضوع بواسطة متحف نامجيال للحضارة التبتية.
ولقد نشرت له ثلاث مقالات في الجمعية الملكية للشئون الآسيوية.

## الإصدارات
- Michael Rank, King Arthur comes to Tibet: Frank Ludlow and the English school in Gyantse, 1923-26, Namgyal Bulletin of Tibetology, 2004
- Michael Rank, Frank Ludlow and the English School in Tibet 1923-1926, Volume 34, number 1 Asian Affairs, Royal Society for Asian Affairs, 2003
- Axel Bräunlich & Michael Rank, “Notes on the occurrence of the Corncrake (Crex crex) in Asia and in the Pacific region”, In Schäffer, n.; Mammen, U (PDF). Proceedings International Workshop 1998 Corncrake. Hilpoltstein, Germany. 2001

## الحواشي
1. ↑  Michael Rank, The Ponghwa behind Pyongyang's throne, “Asia Times Online”, January 12, 2012. نسخة محفوظة 07 ديسمبر 2017 على موقع واي باك مشين.
2. ↑  BBC Wildlife: Volume 16, 1998. Michael Rank (China specialist) - “Wildlife of the Tibetan Steppe”
3. ↑  Nothing to Envy by Barbara Demick, الغارديان، April 3, 2010. "نسخة مؤرشفة". مؤرشف من الأصل في 2012-04-17. اطلع عليه بتاريخ 2013-08-18.{{استشهاد ويب}}:  صيانة الاستشهاد: BOT: original URL status unknown (link)
4. ↑  Michael Rank, site of the “Royal Society for Asian Affairs” [وصلة مكسورة] نسخة محفوظة 02 فبراير 2014 على موقع واي باك مشين.
5. ↑  Ludlow Collection: ' Tibet, 1923-26'. نسخة محفوظة 4 مارس 2016 على موقع واي باك مشين., site of the 'المكتبة البريطانية' "نسخة مؤرشفة". مؤرشف من الأصل في 2016-03-04. اطلع عليه بتاريخ 2013-08-18.{{استشهاد ويب}}:  صيانة الاستشهاد: BOT: original URL status unknown (link)
6. ↑  Lecturers and Authors, site of the “Royal Society for Asian Affairs” نسخة محفوظة 06 أبريل 2013 على موقع واي باك مشين.

## وصلات خارجية
- “Wild leopards of Beijing” by Michael Rank.(بالإنجليزية)
- Notes on Michael Rank.(بالإنجليزية)
- more notes on Michael Rank.(بالإنجليزية)